# Walter Andreas Schwarz
Walter Andreas Schwarz (2 de junio de 1913 - 1 de abril de 1992) fue un cantante, compositor, novelista, cabaretista, autor de radionovelas y traductor alemán. 

## Biografía
Walter Andreas Schwarz nació en Aschersleben en 1913. En 1956 participó en la final nacional de su país para el I Festival de Eurovisión con un tema compuesto por él mismo, «Im Wartesaal zum großen Glück», y ganó. Fue la primera representación de Alemania en el Festival de Eurovisión, al ser interpretada en cuarta posición esa noche. No se conoce la posición que alcanzó, pero se rumorea que acabó en segundo lugar. La canción era muy comercial, pero sin embargo no obtuvo mucho éxito. Después, se convirtió en un exitoso autor de novelas, especialmente de radionovelas. Uno de sus últimos grandes trabajos fue la adaptación de The Hitchhiker's Guide to the Galaxy, en 1990 y 1991, obra que tenía 17 episodios. En 1985 apareció con otros artistas que representaron anteriormente a Alemania en Eurovisión en el acto del intermedio de la final nacional de Alemania. Estuvo viviendo muchos años en Londres antes de volver a Alemania. Murió en Heidelberg en 1992.

## Trabajos

### Novelas
- Die Frucht der Ungesetzlichkeit (1982)
- Der Bürger Karl Marx aus Trier (1983)

### Radionovelas
- Don Quijote (1964)
- Der Untertan (1965)
- Anna Karenina (1967)
- Jud Süß (1986)
- The Hitchhiker's Guide to the Galaxy (1990-1991)